# Ликвация
Ликва́ция (от лат. liquatio «разжижение, плавление») — процесс разделения веществ в растворе или расплаве (ликвирования) в химии, геохимии и металлургии.

## В химии
Разделение вещества в растворе при химических реакциях.

## В геологии
В геохимии и геологических науках — процесс распада однородной магмы при понижении температуры на две или более разные по составу несмешивающиеся магмы.
Кристаллизационная дифференциация и разделение (по весу) в магматическом расплаве горных пород.

## В металлургии
В металлургии — сегрегация, неоднородность химического состава, возникающая при его кристаллизации.
В процессе кристаллизации обычно образуются кристаллы твердого раствора дендритного типа. Поэтому оси первого порядка, которые возникают в начальный момент кристаллизации, имеют в своем составе преимущественно более тугоплавкий компонент сплава. Периферийные слои кристалла и межосные пространства кристаллизуются в последнюю очередь и будут обогащены менее тугоплавкими компонентами сплава. В результате образуются кристаллы, неоднородные по своему химическому составу.
Следствия дендритной ликвации:
1. уменьшение коррозионной стойкости сплава;
2. понижение пластичности сплава
3. образование строчечной структуры при обработке давлением;
4. понижение температуры солидуса, опасность оплавления границ зерна при термообработке;
5. нестабильность структуры и свойств металла во времени.